# Имо, Чиди
Чиди Имо (англ. Chidi Imoh, 27 августа 1963) — нигерийский легкоатлет, призёр Олимпийских игр.
Чиди Имо родился в 1963 году. В 1984 году принял участие в Олимпийских играх в Лос-Анджелесе, а в 1988 — в Олимпийских играх в Сеуле, но не завоевал медалей. В 1991 году он стал бронзовым призёром чемпионата мира в помещении, а в 1992 на Олимпийских играх в Барселоне стал обладателем серебряной медали в эстафете 4×100 м.